# Domingo Martínez (Fußballspieler)
Domingo Gabriel Martínez Saucedo (* 4. August 1982 in Caraguatay) ist ein ehemaliger paraguayischer Fußballspieler auf der Position eines Innenverteidigers.

## Karriere
Domingo Martínez begann seine Profikarriere 2004 bei Nacional Asunción. 2005 wechselte der Abwehrspieler nach Chile, wo er erst für den CD Cobreloa und dann für Deportes Puerto Montt auflief. 2006 kehrte er zu Nacional zurück und schloss sich 2009 2 de Mayo an. 2010 zog es Martínez erneut ins Ausland. In Ecuador spielte er für Independiente José Terán und blieb auch bis zu seinem Karriereende 2013 in dem Land. 2011 und 2012 stand der Verteidiger bei CSD Macará unter Vertrag, sein letztes Profijahr spielte er beim SD Aucas.